# Hugo Bethmann
Hugo Bethmann (* 4. Juli 1871 in Eger, Königreich Böhmen; † 31. Mai 1936 in Wilkau-Haßlau) war ein deutscher Maschinenbauingenieur.

## Leben
Er war der Sohn des Eisenbahninspektors der Sächsischen Staatsbahn Franz Bethmann und dessen Ehefrau Amalie geborene Dittmar. Nach dem Besuch des Gymnasiums studierte Hugo Bethmann an der Technischen Hochschule Stuttgart. Bethmann war Mitglied im Akademischen Verein „Hütte“ an der TH Stuttgart. Im Anschluss sammelte er zehn Jahre praktische Erfahrung als Ingenieur in Leipzig, Halle, Görlitz und Posen. Danach wurde er Dozent für Maschinenbau an der höheren Technischen Anstalt in Zwickau. Nach Ausbruch des Ersten Weltkrieges wurde er einberufen und nahm als Ingenieuroffizier am Kriegsgeschehen bis 1918 teil. Als Zugführer, später Kompanie-Führer im Landsturm-Infanterie-Bataillon 2 Halberstadt kämpfte er an der Somme und an der Siegfriedfront. 1919 war er für fünf Monate Vorstand eines Auflösungskommandos der Militär-Kanaldirektion Berlin. Nach Kriegsende kehrte er nach Zwickau zurück und war bis zu seinem Tod als Studienrat an der Ingenieurschule tätig.
Hugo Bethmann hatte sich u. a. auf Hebemaschinen spezialisiert und publizierte mehrfach darüber. Er war Mitglied des Vereins Deutscher Ingenieure (VDI) und des Leipziger Bezirksvereins des VDI.

## Schriften (Auswahl)
- Die Hebezeuge. Berechnung und Konstruktion der Einzelteile, Flaschenzüge, Winden und Krane. Für Schule und Praxis mit besonderer Berücksichtigung des elektrischen Antriebes. zwei Bände, Braunschweig, zahlreiche Auflagen.
- Sägegatter und Hilfsmaschinen für Sägewerke. Für Studierende an technischen Anstalten, Techniker, Ingenieure und Industrielle. Scholtze, Leipzig, mehrere Auflagen.
- Kolbenpumpen und Zentrifugalpumpen, deren Berechnung und Konstruktion. O. Leiner, Leipzig, mehrere Auflagen.
- Die Kalkulation im Maschinenbau, Berlin, mehrere Auflagen.
- Kurzer Abriß der Spinnerei, Weberei und Appretur. Für Studierende an technischen Anstalten und Techniker. 3. Aufl., O. Leiner, Leipzig 1924.
- Die Wunder der Bibel in natürlichem Lichte : Altes Testament. Selbstverlag, Niederhaßlau bei Zwickau i. Sa. 1928.
- Normen für den Hebezeugbau, neuere Konstruktionen und Unfallverhütungsvorschriften für Laufkrane. F. Vieweg & Sohn, Braunschweig 1928.

## Familie
Hugo Bethmann heiratete am 10. Mai 1921 in Weißenborn bei Zwickau Adelheid verw. von Bültzingslöwen geborene von Oheimb, Tochter des Rittergutsbesitzers Fritz von Oheimb auf Woislowitz in Schlesien. Aus der ersten Ehe brachte seine Ehefrau Ute von Bültzingslöwen (* 1912) mit in die Ehe.